# Michael Hopp
Michael Hopp (* 23. September 1955 in Wien) ist ein österreichischer Autor und Journalist. Bekanntheit erlangte er als Chefredakteur des österreichischen Zeitgeist-Magazins Wiener, als Autor diverser Titelgeschichten von Tempo und als Chefredakteur von Programmzeitschriften wie TV Movie, TV Total und TV Today. 

## Berufsweg
Von 1977 bis 1980 war Hopp beim ORF Fernsehen in Wien als Redakteur des Jugendprogramms "Ohne Maulkorb", bei der er auch moderierte und Regie führte. Danach war er von 1980 bis 1982 Ressortleiter der Jugendzeitschrift "Rennbahn-Express". Anschließend wirkte er als Chefredakteur und Autor beim Wiener (1982–1985) und Tempo (1985–1987), "Cash Flow" (1987–1989) und "Männer Vogue" (1989–1993). Bis 1995 war er mit eigenem Verlagsbüro in München mit der Entwicklung von Kundenmagazinen u. a. für Lufthansa (Condor Magazin), SPÖ (Österreich Magazin) und RTL (Magazin zur Sendung Traumhochzeit) tätig. Danach war er freier Journalist (Bild, Der Spiegel etc.) mit der Entwicklung verschiedener Programmzeitschriften beschäftigt, deren Chefredakteur er auch wurde (TV Total; TV Movie, TV Today). Seit 2009 betreibt er mit Elisabeth Frenz das Redaktionsbüro Hopp und Frenz. Schwerpunkte sind Corporate Publishing und Content-Marketing sowie die Veranstaltungsreihen „Blattkritik Salon Hamburg“ und „HuF Seminar“. Im Februar 2021 veröffentlicht Hopp den autobiografischen Roman "Mann auf der Couch". 
Hopp ist Vater von 5 Kindern und lebt in Hamburg.